# ESAE Football Club
Pour le club successeur, voir Loto-Popo Football Club.
L'École Supérieure d'Administration, d'économie, de journalisme et des métiers de l'audiovisuel Football Club abrégé en ESAE FC était un club de football béninois basé à Sakété dans le département du Plateau. Il évoluait dans le championnat de la première division du Bénin. Le club était précédemment connu sou le nom Adjobi FC jusqu'en 2015,.

## Histoire
Le club est fondé en 1995 sous le nom Adjobi FC de Sakété. En 2017, il est renommé ESAE FC, dénomination de l’établissement d’enseignement supérieur créé par son  président  Clément Adéoti Adéchian en 2011. Sous sa direction, le club  gravi les échelons jusqu’à l’élite béninoise en 2011. Le club participe ainsi au championnat du Bénin 2011-2012. L’équipe est reléguée en 2013 en régional pour non-participation au championnat.
Le club retrouve l’élite béninoise sous le nom d’ESAE FC et s'installe dans la capitale économique du Bénin, Cotonou, jouant ses matches à domicile au stade René Pleven d’Akpakpa.
Le 16 juin 2019, ESAE FC remporte son premier trophée national, la Coupe du Bénin, en battant en finale ASPAC deux buts à un au stade René Pleven.
Lors de la saison 2017, le club universitaire réalise son meilleur résultat en ligue 1. Le club termine premier de son groupe, mais ne termine qu'à la dernière place de la phase finale.
ESAE FC est le premier club béninois à se hisser en phase de groupes d’une compétition africaine (la Coupe de la confédération 2019-2020) dès sa première participation.
Lors de la saison 2019-2020 le club est à la deuxième place à un point du leader lorsque le championnat est arrêté à cause de la pandémie de Covid-19.
Avant la nouvelle saison 2020-2021, le club doit cesser son activité à la suite de nouvelles directives de la ligue de football. Un accord avec la ligue entraîne la création du Loto-Popo Football Club basé à Grand-Popo qui prend la place de l'ESAE FC en championnat. Ce nouveau club remportera par la suite le championnat.

## Stade
Le club joue sur le stade Réné Pleven d'Akpakpa à Cotonou, d'une capacité de 12 000 places.

## Palmarès
- Coupe du Bénin de football : 1
  - Vainqueur : 2019